# サーマス属
サーマス属（Thermus）は、グラム陰性桿菌好気好熱性の細菌である。

## 概要
Thermus属は0.5-0.8μmの桿菌である。通常は糖類、アミノ酸、有機酸などを吸収して好気・従属栄養的に増殖する。一部の種は硝酸塩又は亜硝酸塩を利用することで嫌気的にも増殖できる。至適増殖温度は65-75°C。中性からややアルカリ性を好む。非運動性。陸地海洋双方の熱水噴出孔、温泉、人工熱水環境など広い熱水環境に分布する。
1969年にイエローストーン国立公園から発見された、最初期に報告された高度好熱菌である。それまでは、発酵環境からGeobacillus stearothermophilus（限界生育温度65°C）が報告されていた程度だったが、最高80°Cで増殖できるT. aquaticusの発見はそれまでの常識を打ち破るものであった。その後も報告が続いており、2015年現在18種が登録されている。
タイプ種はT. aquaticusである。T. aquaticusのDNAポリメラーゼはTaqポリメラーゼとして市販されており、幅広い用途で使用される。Taqはその後開発されたPfuポリメラーゼなどに比べれば正確性は低いが、当時使われていたクレノウ断片が各サーマルサイクルごとに失活してしまい都度追加しなければならないのに対し、Taqは熱安定性に優れるためその手間がかからず、ポリメラーゼ連鎖反応の効率を劇的に改善させた。この他、T. thermophilusは好熱細菌のモデル生物として活用されている。ゲノムサイズは200万～250万bp程度であり、7株について解析が完了している。